# روبرت ريد (رجل أعمال)
روبرت ريد (بالإنجليزية: Robert Reid)‏ هو كاتب خيال علمي وشخصية أعمال أمريكي، ولد في 2 أكتوبر 1966 في نيويورك في الولايات المتحدة.

## وصلات خارجية
- روبرت ريد على موقع ميوزك برينز (الإنجليزية)

- الموقع الرسمي